# Yuretzio
Yuretzio är en ort i Mexiko.   Den ligger i kommunen Pátzcuaro och delstaten Michoacán de Ocampo, i den södra delen av landet, 250 km väster om huvudstaden Mexico City. Yuretzio ligger 2 527 meter över havet och antalet invånare är 244.
Terrängen runt Yuretzio är lite bergig. Runt Yuretzio är det ganska tätbefolkat, med 179 invånare per kvadratkilometer. Närmaste större samhälle är Pátzcuaro, 14,1 km nordväst om Yuretzio. I omgivningarna runt Yuretzio växer huvudsakligen savannskog.